# Casanova di se stessi
Casanova di se stessi è un romanzo del 2000 dello scrittore italiano Aldo Busi.

## Trama
Ambientata in provincia di Brescia, la storia prende l'avvio dal ritrovamento dei cadaveri di un maestro elementare, Amato Perche, e di un noto giudice, Eros Torellino, amici di lunghissima data e spesso rivali in amore. A prima vista, sembra si tratti di un doppio suicidio compiuto insieme ma lo scrittore Aldo Subi dubita di tale versione. Insospettito dal fatto che sul letto dove sono stati trovati i cadaveri ci fosse una copia del dodicesimo volume delle Memorie di Casanova collegato in qualche modo a Carità Starace, donna spregiudicata, moglie del maestro Amato e amante del giudice Eros, decide di approfondire meglio indagando sulla vita dei due e scoprendo così tutta una serie di vicende e intrecci inaspettati.

## Edizioni
- Casanova di se stessi, Milano, Mondadori, 2000 ISBN 9788804486268